# São Martinho de Anta
São Martinho de Anta (gelegentlich auch São Martinho de Antas) ist eine Kleinstadt und ehemalige Gemeinde (Freguesia) im Norden Portugals. Sie ist bekannt als Geburtsort des Schriftstellers Miguel Torga.

## Geschichte
Funde belegen eine vorgeschichtliche Besiedlung. Zu den bedeutendsten Funden in der Gemeinde zählen eine auf 385 v. Chr. datierte griechische Münze und ein goldenes Gefäß der Phönizier. Der heutige Ort entstand vermutlich im Zuge der Siedlungspolitik während und nach der Reconquista. Erste Stadtrechte erhielt São Martinho de Anta im Jahr 1208 durch König Sancho I. Im Verlauf der Verwaltungsreformen nach der Liberalen Revolution 1822 und dem folgenden Miguelistenkrieg wurde der Kreis aufgelöst und ist seither eine Gemeinde des Kreises Sabrosa.
Zum 1. November 1999 wurde São Martinho de Anta zur Kleinstadt (Vila) erhoben.
Am 29. September 2013 wurden die Gemeinden São Martinho de Antas und Paradela de Guiães zur neuen Gemeinde União das Freguesias de São Martinho de Antas e Paradela de Guiães zusammengeschlossen. São Martinho de Antas ist Sitz dieser neu gebildeten Gemeinde.

## Verwaltung

### Die Gemeinde
São Martinho de Anta war Sitz einer gleichnamigen Gemeinde (Freguesia) im Kreis (Município) von Sabrosa. Die Gemeinde hatte 903 Einwohner auf einer Fläche von 16 km² (Stand 30. Juni 2011).
Folgende Ortschaften gehörten zur Gemeinde:
- Antas
- Garganta
- Magalhã
- Roalde
- Sabica
- São Martinho de Antas
- Seixedro
- Tapado
- Toutinheira

Mit der Gebietsreform im September 2013 wurde die Gemeinde São Martinho de Anta aufgelöst und mit Paradela de Guiães zur neuen Gesamtgemeinde União das Freguesias de São Martinho de Antas e Paradela de Guiães (kürzer: São Martinho de Antas e Paradela de Guiães) zusammengefasst. São Martinho de Antas wurde Sitz der neuen Gemeinde.

### Bevölkerungsentwicklung
| Einwohnerzahl der Gemeinde São Martinho de Anta (1864–2011) | Einwohnerzahl der Gemeinde São Martinho de Anta (1864–2011) | Einwohnerzahl der Gemeinde São Martinho de Anta (1864–2011) | Einwohnerzahl der Gemeinde São Martinho de Anta (1864–2011) | Einwohnerzahl der Gemeinde São Martinho de Anta (1864–2011) | Einwohnerzahl der Gemeinde São Martinho de Anta (1864–2011) | Einwohnerzahl der Gemeinde São Martinho de Anta (1864–2011) | Einwohnerzahl der Gemeinde São Martinho de Anta (1864–2011) | Einwohnerzahl der Gemeinde São Martinho de Anta (1864–2011) | Einwohnerzahl der Gemeinde São Martinho de Anta (1864–2011) | Einwohnerzahl der Gemeinde São Martinho de Anta (1864–2011) | Einwohnerzahl der Gemeinde São Martinho de Anta (1864–2011) | Einwohnerzahl der Gemeinde São Martinho de Anta (1864–2011) | Einwohnerzahl der Gemeinde São Martinho de Anta (1864–2011) | Einwohnerzahl der Gemeinde São Martinho de Anta (1864–2011) |
| ----------------------------------------------------------- | ----------------------------------------------------------- | ----------------------------------------------------------- | ----------------------------------------------------------- | ----------------------------------------------------------- | ----------------------------------------------------------- | ----------------------------------------------------------- | ----------------------------------------------------------- | ----------------------------------------------------------- | ----------------------------------------------------------- | ----------------------------------------------------------- | ----------------------------------------------------------- | ----------------------------------------------------------- | ----------------------------------------------------------- | ----------------------------------------------------------- |
| 1864                                                        | 1878                                                        | 1890                                                        | 1900                                                        | 1911                                                        | 1920                                                        | 1930                                                        | 1940                                                        | 1950                                                        | 1960                                                        | 1970                                                        | 1981                                                        | 1991                                                        | 2001                                                        | 2011                                                        |
| 1352                                                        | 1356                                                        | 1447                                                        | 1714                                                        | 1341                                                        | 1257                                                        | 1396                                                        | 1359                                                        | 1519                                                        | 1242                                                        | 903                                                         | 1001                                                        | 847                                                         | 870                                                         | 903                                                         |

## Söhne und Töchter der Gemeinde
- Miguel Torga (1907–1995), Schriftsteller und Arzt